# تیانگونگ ۱
تیانگونگ ۱ (چینی: 天宫一号) به معنای کاخ آسمانی ۱، نخستین ایستگاه فضایی آزمایشی چین بود. این ایستگاه در تاریخ ۲۹ سپتامبر ۲۰۱۱ و در بخشی از برنامه فضایی تیانگونگ به فضا پرتاب شد. مأموریت اصلی تیانگونگ ۱، آزمایشگاهی برای آزمایش فناوری‌ها و ایجاد یک ایستگاه فضایی بزرگ در سال ۲۰۲۳ بود.
بنابر اعلام دفتر مهندسی فضایی چین، این فضاپیما تا ۳۰ اوت ۲۰۱۸ در ارتفاع ۱۸۹٫۵ کیلومتری و برابر با سرعت مداری ۲۸۰۰۰ کیلومتر بر ساعت در مدار خواهد گشت. انتظار می‌رفت این فضاپیما در بین تاریخ ۱ آوریل تا ۳۱ اوت ۲۰۱۸ از مدار خارج و به روی زمین سقوط کند؛ بنابر اطلاعیه دفتر مهندسی فضایی چین، این فضاپیما بر روی اقیانوس آرام و شمال غربی جزیرهٔ تاهیتی در تاریخ ۲ آوریل ۲۰۱۸ و ساعت ۰۰:۱۵ به وقت ساعت هماهنگ جهانی، سقوط خواهد کرد.